# Muzej Valter brani Sarajevo
Muzej Valter brani Sarajevo је muzej filmske kulture (osnovan 2019. godine) koji je posvećen istoimenom filmu režisera Hajrudina Šibe Krvavca (1926 — 1992), snimljenom 1972. godine.

## Položaj i razmeštaj
Muzej se nalazi se u prostoru Filmskog centra Sarajevo, u centru Sarajeva, nedaleko od pijace Markale u ulici  Dženetića Čikma 12, u Bosni i Hercegovini.
Muzejska postavka razmeštena je na 120 kvadrata u koje su ugrađeni delovi enterijerne filmske scene, originalni rekviziti iz filma, voštane figure glumaca, filmsko platno, na kome se prikazuju eksterijerne scene filma.

## Opšte informacije
Razlog za osnivanje muzeja autori postavke našli su u činjenici da je film  Valter brani Sarajevo  iz 1972. godine, postao jedno od najpopularnijih filmskih ostvarenja nastalih u socijalističkoj Jugoslaviji, u čijem snimanju su učestvovale glumačke legende bivše Jugoslavije - Velimir Bata Živojinović  (1933 — 2016) , Ljubiša Samardžić (1936 — 2017), Rade Marković (1921 — 2010)  Dragomir Gidra Bojanić (1933 — 1993), Relja Bašić (1930 — 2017)...
Film je postigao veliku popularnost u svetu, ekranizacijom priče o vođi pokreta otpora nacističkoj okupaciji Sarajeva u Drugom svjetskom ratu, Vladimiru Periću Valteru, koji je poginuo samo nekoliko sati prije konačnog oslobođenja grada, braneći tadašnju glavnu električnu centralu. 
Muzej je istovremeno posvećen filmu i njegovim sada pokojnim glavnim akterima, kao i istorijskoj ličnosti Vladimiru Periću Valteru, priznatom  pripadnika Pokreta otpora i antifašisti iz Drugog svetskog rata u Jugoslaviji.  Ali i primer kako kulturna baština, osim važne istorijske i kulturološke uloge, ima i turistički, odnosno, ekonomski potencijal.

## Muzejska postavka
Muzej posvećen ovom velikom filmskom hitu posetiocima nudi:
- multimedijalni prikaz najvažnijih scena iz filma, koje se mogu pogledati na filmskom platnu.
- fotografije glavnih scene prikazane kroz sam enterijer Muzeja.
- figure glavnih glumaca i režisera filma
- brojne autentične eksponate korišćene u filmu.

Na otvaranju muzeja porodica pokojnog glumca Bate Živojinovića, koji je igrao glavnu ulogu u filmu „Valter brani Sarajevo“ novootvorenom Muzeju poklonila je ručni sat koji je Bata dobio na poklon i koji će biti atraktivni eksponat u toj instituciji kulture.

## Radno vreme
Radno vreme muzeja je svakim radnim danom od  9  do 16  časova.